# Лавровий каньйон
«Лавровий каньйон» (англ. Laurel Canyon) — американський фільм Лізи Холоденко 2002 року.

## Сюжет
Сем та його наречена Алекс, переїжджають у Лос-Анжелес для продовження кар'єри. Сем — випускник медичного факультету Гарвардського університету починає працювати у психіатричній лікарні, а Алекс пише дисертацію з генетики. Ця відносно консервативна пара планує зупинитися в незайнятому будинку матері Сема, Джейн, у районі Лос-Анжелеса, що зветься Лавровий каньйон.
Однак, коли вони опиняються на місці, виявляється, що Джейн вдома і, окрім того, у домашній студії відбувається запис альбому рок-групи, продюсером якої є Джейн.